# 马克·加尼翁
马克·加尼翁（法語：Marc Gagnon，1975年5月24日—），加拿大男子短道速滑运动员。他曾代表加拿大参加1994年、1998年和2002年冬季奥林匹克运动会短道速滑比赛，获得三枚金牌和二枚铜牌。

## 家庭
哥哥西尔万·加尼翁。